# سودوج
سودوج (به لاتین: Suduj) یک منطقهٔ مسکونی در افغانستان است که در ولایت بدخشان واقع شده‌است.